# Pluris est oculatus testis unus quam auriti decem
Pluris est oculatus testis unus quam auriti decem  лат.(изговор: Плурис ест окулатус тестис унус квам аурити децем) Више вриједи један свједок који је видио него десет који су чули. (Плаут)

## Поријекло изреке
Ово је изговорио Плаут (лат. Plautus или Titus Maccius Plautus), највећи писац комедија у римској књижевности на прелазу трећег у други вијек п. н. е.

## Тумачење
Више вриједи један свједок који је видио него десет који су чули. Више вјеровати очима него ушима.